# Charles Remue
Charles Remue (Brussel 15 oktober 1903 - 5 februari 1971) was een Belgische klarinettist, altsaxofoon-speler en bandleider van onder andere de jazzbands Chass, Savoy Orpheans en Charles Remue & The New Stompers. Met deze laatstgenoemde band bracht hij de eerste Belgische jazzplaat uit in 1927.

## Levensloop
Remue werd geboren te Brussel, alwaar hij reeds vroeg muziek begon te leren. Hij volgde studies aan het Koninklijk Conservatorium van Brussel van 1915 tot 1922 en studeerde af met 3 Grote Prijzen. Dat jaar speelde hij tevens voor de eerste maal syncopische muziek met een kleine band in een Brusselse club. Deze ervaring beïnvloedde de klassiek geschoolde Remue sterk en wijzigde zijn muzikale richting.
In 1924 sloot hij zich aan bij de Red Mill's Jazz en later dat jaar bij de The Bing Boys. Het jaar daarop werd hij lid van The White Diamonds die begeleid werd door Billy Smith. In deze periode groeide zijn vriendschap met Rene Compère, die later zou leiden tot de oprichting van de The New Stompers. Met de hulp van de muziekuitgever Felix Faecq kon de band zijn eerste platen opnemen bij Edison Bell. Vijf van de veertien opnames werden geschreven door Belgiës eerste jazzcomponisten David Bee en Peter Packay. Londen kreeg de voorkeur op thuishaven Brussel omwille van de daar aanwezige superieure opnamefaciliteiten toentertijd. De groep hield na een jaar op te bestaan en Remue sloot zich aan bij Savoy Orpheans die door Europa toerde.
Omstreeks 1930 speelde hij samen met Bernard Ette te Duitsland en met tal van andere groepen tot 1936. In dat jaar sloot hij zich aan bij het Brussels Radio Orkest dat geleid werd door de pianist Stan Brenders.
Remue bleef spelen en opnemen tot op hoge leeftijd.